# Virgil Ivan Grissom
Virgil Ivan Grissom   (Mitchell, 3 d'abril de 1926 - Cape Canaveral, 27 de gener de 1967), conegut també com a "Gus" Grissom, va ser un pilot i astronauta estatunidenc. Fou el segon astronauta estatunidenc enviat a l'espai durant els vols del Projecte Mercury, i una de les tres primeres víctimes de la carrera espacial estatunidenca, al costat d'Edward White i Roger Chaffee en l'incendi del Apollo 1. Es considera el primer home que va volar dues vegades a l'espai.

## Carrera militar
Grissom va assolir en les forces aèries estatunidenques (USAF) el grau de tinent coronel. Des de l'inici de la seva carrera com a pilot va volar a 100 missions de combat a Corea a bord de caces F-86 del 334 esquadró de caces interceptors. Després de tornar de Corea va passar a treballar com a instructor de vol a Bryan (Texas).
L'agost de 1955, Grissom va entrar en l'Institut de Tecnologia de les Forces Aèries, en la base de Wright-Patterson, Ohio, on va estudiar enginyeria aeronàutica. L'octubre de 1956 va passar a treballar com a pilot de proves en base de les Forces Aèries d'Edwards a Califòrnia, i va tornar Wright-Patterson com a pilot de proves assignat a la secció de caces.

## Les tragèdies de Grissom
Un vol suborbital el 21 de juliol de 1961, realitzat per l'astronauta Virgil I. Grissom, gairebé acaba en tragèdia. La portella lateral de la càpsula Mercury es va obrir massa aviat després de l'ameratge a l'oceà Atlàntic, i la nau ràpidament es va omplir d'aigua. Grissom va poder escapar nedant.
El 27 de gener de 1967, els estatunidencs Virgil Grissom, Edward White i Roger Chaffee van morir carbonitzats en un simulacre de llançament de l'Apollo 1, sent el primer accident mortal de la carrera espacial. Les versions de l'Apollo qual van ser millorades fins a aterrar en la Lluna el 1969.